# Bay Harbor Islands
Bay Harbor Islands város az USA Florida államában, Miami-Dade megyében. Lakosainak száma 5922 fő (2020. április 1.).

## Népesség
A település népességének változása:

| 2010 | 5 628 |
| 2020 | 5 922 |